# Peggy McCay
Margaret Ann ("Peggy") McCay (Manhattan (New York), 3 november 1927 - 7 oktober 2018) was een Amerikaans actrice.

## Loopbaan
Ze behaalde in 1949 haar diploma aan Barnard College, een kunstacademie voor vrouwen in New York. Ze leidde enige jaren, met haar moeder, het in scholenbouw gespecialiseerde aannemersbedrijf van haar vader, die plotseling overleden was. Ze volgde ook toneellessen in de Actors Studio bij onder anderen Lee Strasberg en speelde vele kleine rollen in toneelstukken. Haar debuut was in Oom Wanje van Tsjechov. Voor haar spel in een latere Off-Broadway-productie van datzelfde stuk kreeg ze in 1956 een Obie Award.
Ze kreeg in 1951 haar eerste grote tv-rol. In een van de eerste soapseries uit de geschiedenis, Love of Life, speelde ze de heldin Vanessa Dale en werd op korte tijd een ster. Na vier jaar verliet ze de serie in 1955 om andere banen aan te nemen. Na vele gastrollen in series keerde ze in 1964 terug naar de soaps. Ze speelde twee jaar lang in de serie The Young Marrieds en toen die stopte, kreeg ze een rol in General Hospital als Iris Fairchild. Ze bleef tot 1970 en speelde daarna in verschillende miniseries.
In 1983 keerde ze opnieuw terug naar de soaps, dit keer in Days of our Lives als Caroline Brady. Ze speelde een grote rol, maar naarmate ze ouder werd, werd haar rol kleiner en verscheen ze nog maar als 'recurring character'. In 2003 werd haar personage vermoord door een seriemoordenaar, maar uiteindelijk bleek niemand dood te zijn en na een paar maanden keerde iedereen terug naar de serie. Uiteindelijk heeft ze de rol van Caroline Brady 33 jaar gespeeld. Haar laatste optreden werd op 17 januari 2017 uitgezonden.
Ze werd acht keer genomineerd voor een Emmy Award en kreeg hem daadwerkelijk in 1991.
Ze overleed, 90 jaar oud, in haar slaap op 7 oktober 2018.